# Toyota Racing
Toyota Racing var ett japanskt formel 1-stall som grundades 2001 och som debuterade 2002. 

## Historik
Stallets största framgångar var länge Jarno Trullis andraplatser i Malaysias Grand Prix 2005 och Bahrains Grand Prix 2005. Säsongerna 2006 och 2007 slutade Toyota sexa i konstruktörsmästerskapet. Tysken Timo Glock tog sedan en ny andraplats i Ungern 2008.

### Snabbaste varv

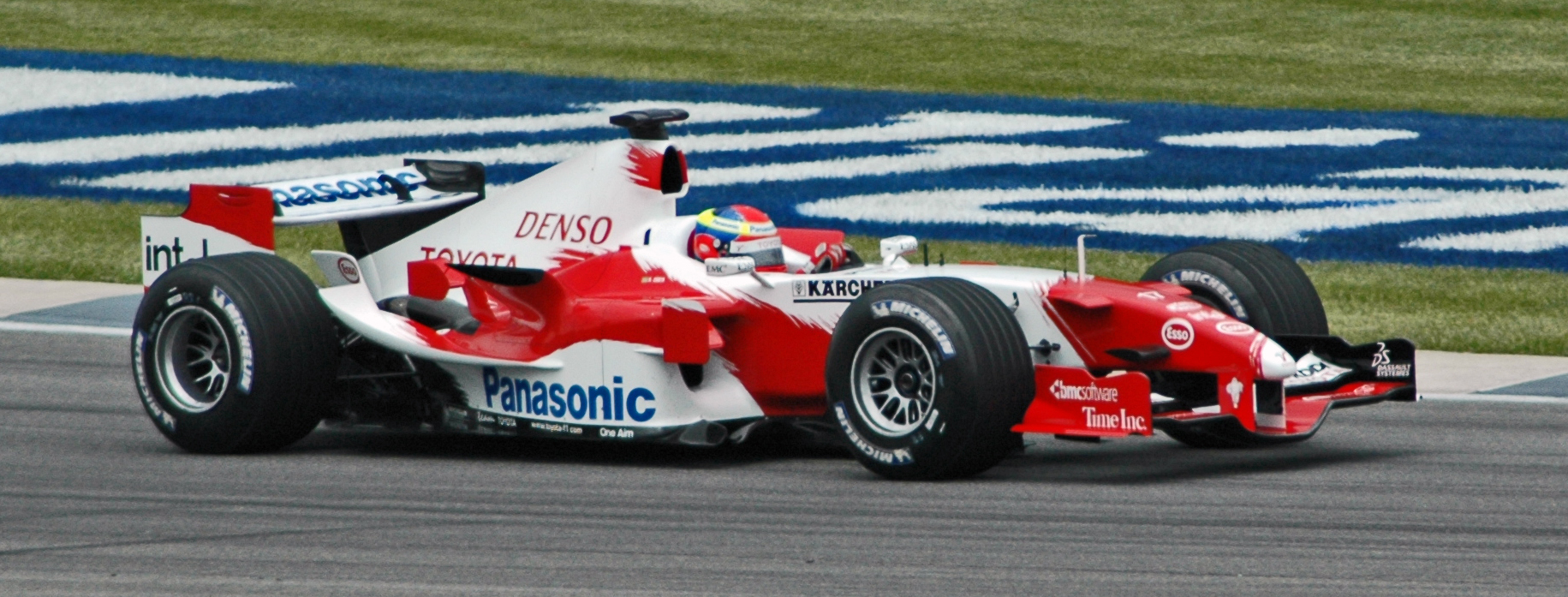
Ricardo Zonta i en TF105 under kvalificeringen till USA:s Grand Prix 2005.

## F1-säsonger
| Säsong | Tävlingsnamn            | Bil                        | Motor            | Däck | Poäng | VM-plac. | Förare 1                         | Förare 2      |
| ------ | ----------------------- | -------------------------- | ---------------- | ---- | ----- | -------- | -------------------------------- | ------------- |
| 2002   | Panasonic Toyota Racing | Toyota TF102               | Toyota 3.0 V10   | M    | 2     | 10:a     | Mika Salo                        | Allan McNish  |
| 2003   | Panasonic Toyota Racing | Toyota TF103               | Toyota RVX-03    | M    | 16    | 8:a      | Cristiano da Matta               | Olivier Panis |
| 2004   | Panasonic Toyota Racing | Toyota TF104 Toyota TF104B | Toyota RVX-04    | M    | 9     | 8:a      | Cristiano da Matta Ricardo Zonta | Olivier Panis |
| 2005   | Panasonic Toyota Racing | Toyota TF105 Toyota TF105B | Toyota RVX-05    | M    | 88    | 4:a      | Ralf Schumacher Ricardo Zonta    | Jarno Trulli  |
| 2006   | Panasonic Toyota Racing | Toyota TF106 Toyota TF106B | Toyota RVX-06 V8 | B    | 35    | 6:a      | Ralf Schumacher                  | Jarno Trulli  |
| 2007   | Panasonic Toyota Racing | Toyota TF107B              | Toyota RVX-07 V8 | B    | 13    | 6:a      | Ralf Schumacher                  | Jarno Trulli  |
| 2008   | Panasonic Toyota Racing | Toyota TF108               | Toyota RVX-08 V8 | B    | 56    | 5:a      | Jarno Trulli                     | Timo Glock    |
| 2009   | Panasonic Toyota Racing | Toyota TF109               | Toyota RVX-09 V8 | B    | 59,5  | 5:a      | Jarno Trulli                     | Timo Glock    |

| 1. USA 2005 2. Japan 2005 3. Bahrain 2009 |

| 1. Belgien 2005 2. Bahrain 2009 |

## Sponsorer
Stallets sponsorer/partners är Alpinestars, Bridgestone, Dassault Systèmes, Denso, Ebbon-Dacs, EMC, KDDI, KTC, Magneti Marelli Motorsport, 
MAN, Panasonic, RE/MAX Europe, Time Inc. och Würth.

## Motortillverkaren
Toyota levererar motorerna till förutom det egna stallet även till Williams. De numera avvecklade stallen Jordan, Midland och Spyker har tidigare varit Toyotas kunder.